# Miconia lauriformis
Miconia lauriformis är en tvåhjärtbladig växtart som beskrevs av Charles Victor Naudin. Miconia lauriformis ingår i släktet Miconia och familjen Melastomataceae. Inga underarter finns listade i Catalogue of Life.